# Krähenmoor
Das Krähenmoor ist ein Naturschutzgebiet in den niedersächsischen Gemeinden Steimbke und Stöckse in der Samtgemeinde Steimbke und in der Stadt Nienburg/Weser im Landkreis Nienburg/Weser.
Das Naturschutzgebiet mit dem Kennzeichen NSG HA 079 ist 230 Hektar groß. Im Südosten grenzt es direkt an das Naturschutzgebiet „Krähenmoor II“, ansonsten ist es vom Landschaftsschutzgebiet „Die Krähe“ umgeben. Das Gebiet steht seit dem 18. Oktober 1984 unter Naturschutz. Zuständige untere Naturschutzbehörde ist der Landkreis Nieburg/Weser.
Das Naturschutzgebiet liegt zwischen Nienburg und Steimbke. Es handelt sich um den Teil eines von Grund- und Endmoränen umgebenen Hochmoorgebietes mit offenen und teilweise wachsenden Hochmoorflächen. Im Randbereich im Westen des Naturschutzgebietes ist auch großflächig Heidevegetation zu finden. Im Südosten wächst auf mineralischem Untergrund Wald, der durch zahlreiche Althölzer gekennzeichnet ist.
Im Rahmen der Unterschutzstellung ist die Wiedervernässung des Torfkörpers vorgesehen. Der Wald im Südosten des Schutzgebietes soll zu einem Buchen-Eichenwald entwickelt werden.
Das Gebiet wird im südlichen Bereich von Krähenmoorgraben und Schiffgraben durchflossen. Der Schiffgraben entwässert das Gebiet über den Führser Mühlbach zur Weser. Der nördliche Bereich des Moores entwässert teilweise zur Schwarzen Riede, einem Nebengewässer der Wölpe, die bei Rethem (Aller) in die Aller mündet.